# Chloe Hooper
Chloe Hooper (ur. 26 października 1973 w Melbourne) – australijska pisarka.

## Życiorys
Studiowała na uniwersytetach w Melbourne i Nowym Jorku. Debiutowała w 2002 powieścią Morderstwo przy Klifie Czarnego Łabędzia. Książka została nominowana do Orange Prize. W 2008 opublikowała książkę z gatunku non fiction, zatytułowaną Wysoki. Śmierć Camerona Doomadgee. Rekonstruuje w niej okoliczności śmierci aborygeńskiego aresztanta na wyspie Palm Island w Queensland. Oskarżony zostaje biały policjant, a jego proces wzbudza emocje w całym kraju.

## Książki
- Morderstwo przy Klifie Czarnego Łabędzia (A Child’s Book of True Crime 2002, powieść)
- Wysoki. Śmierć Camerona Doomadgee (Tall Man: The Death of Doomadgee 2008, książka reportażowa)